# Canton d'Ivry-sur-Seine-Est
Le canton d'Ivry-sur-Seine-Est est une ancienne division administrative française située dans le département du Val-de-Marne et la région Île-de-France.
Le canton a été supprimé lors du redécoupage cantonal de 2014 en France et son territoire intégré dans le nouveau canton d'Ivry-sur-Seine.

## Histoire
Le canton d'Ivry-sur-Seine-Est est créé par le décret du 20 juillet 1967 par démembrement de l'ancien canton d'Ivry-sur-Seine, lors de la mise en place du département du Val-de-Marne. Comme son nom l'indique, il recouvre la partie Est de la commune d'Ivry-sur-Seine.
Un nouveau découpage territorial du Val-de-Marne entré en vigueur à l'occasion des premières élections départementales suivant le décret du 17 février 2014. Les conseillers départementaux sont, à compter de ces élections, élus au scrutin majoritaire binominal mixte. Les électeurs de chaque canton élisent au Conseil départemental, nouvelle appellation du Conseil général, deux membres de sexe différent, qui se présentent en binôme de candidats. Les conseillers départementaux sont élus pour 6 ans au scrutin binominal majoritaire à deux tours, l'accès au second tour nécessitant 12,5 % des inscrits au 1er tour. En outre, la totalité des conseillers départementaux est renouvelée. Ce nouveau mode de scrutin nécessite un redécoupage des cantons dont le nombre est divisé par deux avec arrondi à l'unité impaire supérieure si ce nombre n'est pas entier impair, assorti de conditions de seuils minimaux. Dans le Val-de-Marne le nombre de cantons passe ainsi de 49 à 25.
Dans ce cadre, le canton est supprimé, et son territoire intégré dans le nouveau canton d’Ivry-sur-Seine.

## Administration
| Période | Période | Identité                 | Étiquette | Qualité |
| ------- | ------- | ------------------------ | --------- | --- |
| 1967    | 1995    | Odette Denis (1924-2009) | PCF       | Sténo-dactylographe Conseillère municipale d'Ivry-sur-Seine (1965 → 2001) Conseillère régionale d’Île-de-France (1977 → 1985)                                                          |
| 1995    | 1998    | Annie Marchand-Canacos,  | PCF       | Conseillère municipale d'Ivry-sur-Seine |
| 1998    | 2015    | Pascal Savoldelli        | PCF       | Employé de la fonction publique territoriale Vice-Président du Conseil Général Adjoint au Maire d'Ivry-sur-Seine Conseiller départemental du nouveau Canton d'Ivry-sur-Seine (2015 → ) |

## Composition
Le canton d'Ivry-sur-Seine-Est recouvrait l'est de la commune d'Ivry-sur-Seine, délimitée, selon la toponymie du décret de 1967, « délimitée à l'Ouest par la voie de chemin de fer, la rue Ledru-Rollin (non incluse, jusqu'à la rue Danielle-Casanova), la rue Danielle-Casanova (non incluse, jusqu'à la rue Francisco-Ferrer), la rue Francisco-Ferrer (côtés pair et impair), la rue Gabriel-Péri (côtés pair et impair, jusqu'à la rue d'Estienne-d'Orves), la rue d'Estienne-d'Orves (côtés pair et impair), l'axe de l'avenue Maurice-Thorez (jusqu'à la rue Berthelot), la rue Berthelot (côtés pair et impair), la rue Jean-Le-Galleu (côtés pair et impair), la rue Marcel-Hartmann (non incluse) et la rue Jean-Baptiste-Renoult (côtés pair et impair) ».
Le surplus de la commune était inclus dans le canton d'Ivry-sur-Seine-Ouest.
| Communes                        | Population (2012) | Code postal | Code Insee |
| ------------------------------- | ----------------- | ----------- | ---------- |
| Ivry-sur-Seine, commune entière | 50 972            | 94 200      | 94 041     |

## Démographie
| 1962 | 1968 | 1975 | 1982 | 1990   | 1999   | 2009 |
| ---- | ---- | ---- | ---- | ------ | ------ | ---- |
| -    | -    | -    | -    | 25 679 | 24 726 | -    |